# Leitha
Leitha (ungarsk Lajta) er en 180 km lang flod i Østrig. Leitha opstår, hvor Schwarza og Pitten løber sammen, og flyder mod øst. Den danner stedvis grænse mellem forbundsstaterne Niederösterreich og Burgenland, og på en kort strækning, inden den flyder ind på ungarsk territorium, løber den gennem det nordlige Burgenland. I nærheden af Nickelsdorf løber den ind i Ungarn og i nærheden af Mosonmagyaróvár møder den Mosoni Duna, der er højrebiflod til Donau. Før 1918 dannede Leitha grænse mellem Østrig og Ungarn.
Ved floden ligger bl.a. Wiener Neustadt, Bruck an der Leitha og Mosonmagyaróvár.

## Historisk betydning
Leitha er oprindelsen til navnene Cisleithanien og Transleithanien. Efter Ausgleich (kompromisset) i 1867 mellem østrigerne og ungarerne, som førte til oprettelsen af dobbeltmonarkiet Østrig-Ungarn, var Transleithanien omgangsnavnet i Wien for områderne hinsides Leitha (fra østrigsk synspunkt), altså Ungarn, mens Cisleithanien ("på denne side af Leitha") refererede til Østrig.
| Vandsport/vandtransport | Spire Denne vandsports- eller vandtransportsartikel er en spire som bør udbygges. Du er velkommen til at hjælpe Wikipedia ved at udvide den. |

47°44′11″N 16°13′49″Ø / 47.73628°N 16.23014°Ø